# Хессі
Хессі (д/н — 804) — вождь саксів-остфалів, що деякий час чинив спротив Франкській державі.

## Життєпис
Згідно з «Анналами королівства франків» та «Книгою історії франків», був одним з найвпливовіших вождів остфалів (східних саксів), що мешкали біля річки Ельба. Ймовірно, на початку 770-х років діяв спільно з саксами-ангріваріями на чолі з Бруно проти франкських загарбників.
У 775 році король Карл I на чолі потужного війська пройшов землі саксів-вестфалів, завдав поразки ангріваріям, перетнувши річку Везер, і дійшов до річки Окер у землях остфалів. Тут відбулася битва остфалів з саксами, якою, напевне, керував Хессі. Сакси зазнали поразки, після чого частина їхніх земель була сплюндрована. Внаслідок цього Хессі вирішив припинити спротив. Він хрестився та надав франкському королю заручників.
Надалі зберігав вірність Карлу Великому, одружився з представницею франкської знаті. 782 року стає графом в Остфалії. Наприкінці життя постригся в ченці в бенедиктинському монастирі Фульди. Тут помер у 804 році. Вважається, що його донька Гізела стала у 825 році засновницею монастиря Вендхузен у місті Тале.